# Galaxias cobitinis
Galaxias cobitinis är en fiskart som beskrevs av Mcdowall och Campbell Easter Waters 2002. Galaxias cobitinis ingår i släktet Galaxias och familjen Galaxiidae. Inga underarter finns listade i Catalogue of Life.